# Lükurgosz (Aleusz fia)
Lükurgosz (görög betűkkel Λυκοῦργος) Aleusz és Neaira fia, Kleophülé férje. Testvérei Képheusz és Augé. Az ő fia volt Ankaiosz.
Ismert hőstette a boiótiai Aréithoósz király legyőzése volt, akit legyőzhetetlennek gondoltak kortársai. Arétihoósz egy hatalmas vasbuzogányt használt, ezért Lükurgosz becsalta egy szűk hegyszorosba, ahol ez a fegyver használhatatlan volt.